# Maria Bełtowska-Brzezinska
Maria Jadwiga Bełtowska-Brzezinska (ur. 15 października 1939 w Gnieźnie, zm. 24 grudnia 2024) – polska chemiczka, profesor nauk chemicznych.

## Życiorys
Studia chemiczne ukończyła na Uniwersytecie im. Adama Mickiewicza w Poznaniu w 1961, tam także obroniła w 1969 pracę doktorską, a w 1981 uzyskała stopień doktora habilitowanego. W 2003 uzyskała tytuł profesora nauk chemicznych. Była pracownikiem naukowym w Zakładzie Chemii Fizycznej na Wydziale Chemii Uniwersytetu im. Adama Mickiewicza w Poznaniu.